# CD11c
CD11c (cluster de différenciation 11c) est une protéine transmembranaire de type I, membre de la famille des protéines d'adhésion type intégrine. 

## Terminologie
CD11c est aussi appelé intégrine alphaX (complement component 3 receptor 4 subunit) (ITGAX), CR4, et LeuM5.

## Protéine
CD11c est une glycoprotéine de 150 kDa. Son gène est situé sur le chromosome 16 humain (16p11.2) et est formé de 27.81 kb avec 30 exons.
La protéine est notamment formée d'un large domaine extra-cellulaire en N-term, contenant une structure répétitive.
Tout comme les autres CD11 (CD11a, CD11b et CD11d), CD11c s'associe avec la sous-unité beta CD18 (intégrine beta2). CD11c et CDA8 forment ainsi l'intégrine alphaXbeta2, aussi appelée CR4.

## Expression
CD11c est exprimé à l'état physiologique principalement dans des cellules de la lignée myéloïde. Il est retrouvé dans les myélocytes de la moelle osseuse, les prémyélocytes, les métamyélocytes, les monocytes tissulaires et les macrophages, les neutrophiles, les cellules dendritiques myéloïdes, les lymphocytes NK et, dans une moindre mesure, chez les granulocytes.
CD11c est aussi retrouvé exprimé chez 50 % des lymphocytes T CD4/CD8+ activés.
CD11c a un rôle dans la stimulation des cellules endothéliales par les neutrophiles et les monocytes, ainsi que dans la phagocytose des éléments opsonisés.

## Utilisation
CD11c peut servir à marquer des lymphocytes NK. Il sert à l'identification (avec d'autres clusters de différenciation) de leucémie à tricholeucocytes. C'est un marqueur de la différenciation des monocytes dans la leucémie myéloïde aigüe. Son expression dans les leucémies lymphoïdes chroniques est de bon pronostic.